# 세도 임채원 정려
세도 임채원 정려는 충청남도 부여군 세도면에 있다. 2008년 12월 15일 부여군의 향토문화유산 제101호로 지정되었다.

## 개요
임채원 휘는 채원이고, 자는 대재이며, 호는 신암(莘巖)이다. 부모에 대한 효행이 지극하여 도내(道內) 선비들의 주천(奏薦)으로 이품직(二品職)과 함께 정려가 하사되었다. 이 정려각은 정면 1칸, 측면 1칸의 규모이며, 부여지역 정려건축 중 이익공의 사례가 드물고, 주두위에 재주도를 올린 점, 휘어진 대들보를 사용하여 동자주를 사용치 않고 바로 추녀가 얹혀져 있어 모임지붕 가구구조를 형성하고 있으나 외부 지붕형태는 팔작지붕으로 형성된 것 등이 특징적이라 할 수 있다. 또한 내부 바닥에 연화문을 돋을새김한 것 또한 흔치 않은 사례이다. 사료를 통하여 조성연대(1871)가 분명히 확인되는 조선 후기 정려 건축으로 약140년 가까이 되는 건축사적 가치를 지니고 있다.

## 참고 문헌
- 세도 임채원 정려 - 부여군향토문화유산